# Loxosceles rufipes
Espèce
Synonymes
- Scytodes rufipes Lucas, 1834
- Scytodes omosites Walckenaer, 1837

Loxosceles rufipes est une espèce d'araignées aranéomorphes de la famille des Sicariidae.

## Distribution
Cette espèce se rencontre au Guatemala, au Panama et en Colombie.
Sa présence est incertaine en Afrique de l'Ouest.

## Description
Le mâle décrit par Gertsch et Ennik en 1983 mesure 5,2 mm et la femelle 6,5 mm.

## Publication originale
- Lucas, 1834 : Description de Scytodes rufipes. Magasin de zoologie Guérin, vol. 4, no 8, pl. 8 (texte intégral).